# Тафер, Яннис
Яннис Тафер (фр. Yannis Tafer; родился 11 февраля 1991, Гренобль, Франция) — французский футболист, нападающий.

## Клубная карьера

### Ранняя карьера
Тафер родился в городе Гренобль в регионе Рона-Альпы у отца-алжирца, который эмигрировал во Францию из Константины, и португальской матери. Он начал свою футбольную карьеру в местном клубе региона — «Эшироль». Проведя семь лет в своем детском клубе, Тафер подписал контракт с молодёжной командой тогдашнего трёхкратного чемпиона Франции «Лионом».